# Данилов, Леонид Парфёнович
Леонид Парфёнович Данилов (31 января 1922, Алексеевский район — 5 июня 1964, Ташара, Новосибирская область) — советский военнослужащий, участник Отечественной войны, Герой Советского Союза (1943), командир орудия 9-й гвардейской механизированной бригады (3-й гвардейский механизированный корпус, 47-я армия, Воронежский фронт), гвардии старший сержант.

## Биография
Родился 31 декабря 1922 года в селе Черемшанка ныне Мошковского района Новосибирской области в семье крестьянина. По национальности — русский. Окончил неполную среднюю школу. С 14 лет работал счетоводом в колхозе.
В 1939 году добровольно вступил в Красную Армию. Служил в артиллерийских частях на западной границе СССР.
В Великой Отечественной войне участвовал с самого первого дня. С боями отступал на восток, попал в окружение, вышел к своим. Участник обороны Москвы. За первые два года войны был семь раз ранен, из них пять — тяжело.
В мае 1943 года после лечения в госпитале прибыл в 9-ю гвардейскую механизированную бригаду и был назначен командиром орудия в противотанковый дивизион. Участвовал в боях на Курской дуге и освобождении правобережной Украины.
В конце сентября передовой отряд 9-й механизированной бригады, наступавший в составе З-го гвардейского Сталинградского механизированного корпуса, вышел к Днепру. Танкисты и артиллеристы, среди которых находился и расчёт сержанта Данилова, ворвались на переправу, но захватить её не успели. Немцы подорвали её с правого берега. Расчёт стал готовиться к форсированию реки, соорудил из подручных средств плот для орудия.
В ночь на 30 сентября 1943 года расчёт гвардии старшего сержанта Данилова с автоматчиками под покровом ночи скрытно переправился на правый берег Днепра в районе города Канев (Черкасская область, Украина). Бойцы заняли круговую оборону, а артиллеристы тщательно замаскировали орудие.
Утром гитлеровцы обнаружили десантников и пошли в атаку. Артиллеристы вместе с пехотинцами, экономя снаряды, отбивали атаки только ружейным и автоматным огнём. К вечеру противник, уверенный, что здесь нет артиллерии, подтянул танки и пошёл в атаку. Командир расчёта сам встал за наводчика, подпустил танки на 400 м и открыл огонь прямой наводкой. На поле горело уже 4 танка, когда противник обнаружил позиции орудия и открыл ответный огонь. Данилов был ранен, но продолжал вести огонь до последнего снаряда. В этом бою расчёт Данилова подбил 7 танков.
Указом Президиума Верховного Совета СССР от 25 октября 1943 года за образцовое выполнение боевых заданий командования на фронте борьбы с немецко-фашистскими захватчиками и проявленные при этом мужество и героизм гвардии старшему сержанту Данилову Леониду Парфёновичу присвоено звание Героя Советского Союза с вручением ордена Ленина и медали «Золотая Звезда» (№ 4472).
Командир дивизиона предлагал отправить героя-артиллериста на учёбу в военное училища, но Данилов отказался уходить с фронта. В июле 1944 года старшина Данилов назначен командиром огневого взвода, на офицерскую должность. Со своими товарищами-артиллеристами он громил фашистов на Березине, Западной Двине, участвовал в освобождении Минска, Молодечно, Вильнюса, Шауляя, Елгавы. К концу войны на счету артиллериста Данилова было более десяти уничтоженных и подбитых танков, в том числе четыре «тигра».
После Победы Данилов был направлен в артиллерийское училище. Но не прошел по здоровью и был демобилизован.
После войны вернулся на родину. Работал в колхозе. Вёл большую общественную работу, избирался депутатом Умревинского сельского Совета. В 1956 году вступил в КПСС. Жил в селе Ташара. Из-за ран, полученных на фронте, Данилов Л. П. скоропостижно скончался 5 ноября 1964 года. Похоронен на кладбище села Ташара Мошковского района Новосибирской области.

## Награды
- Герой Советского Союза;
- орден Ленина;
- орден Отечественной войны 2-й степени;
- орден Славы;
- медали.

## Память
На могиле установлен обелиск. Также именем героя названа улица в селе Ташара. На доме, где жил Данилов, установлена мемориальная доска. Имя Героя Советского Союза Леонида Парфёновича Данилова увековечено на Аллее Героев у Монумента Славы в Новосибирске и на аллее Славы в посёлке Мошково.